# Карвіна
Ка́рвіна (чеськ. Karviná [ˈkarvɪnaː] ( прослухати); пол. Karwina Польська вимова: [karˈvina] ( прослухати), нім. Karwin) — місто в Чехії, на північному сході Мораво-Сілезького краю. Розташоване на сході країни, в історичній області Тешинська Сілезія, поблизу кордону із Польщею. Лежить на річці Олше, правій притоці Одри, за 25 км на схід від міста Острави. Адміністративний центр однойменного округу Карвіна.

## Історія міста
На території сучасного міста існували поселення період неоліту, на що вказують численні археологічні знахідки кам'яних знарядь цього періоду.
Перша згадка про поселення датується 1268 роком. 1327 року місто одержало Магдебурзьке право. Завдяки стратегічно вигідному розташуванню на торговому шляху з Угорщини до країн Балтії тут утворився центр торгівлі та ремесел.

## Населення
У 2011 році тут проживало 59 627 мешканців. За даними перепису населення в 2001 році тут проживало 8,5% словаків і 8% — поляків. Цікавий факт: Карвіна держить першість серед чеських міст по населенню, яке проживає в панельних будинках — 88% (2004).

## Економіка

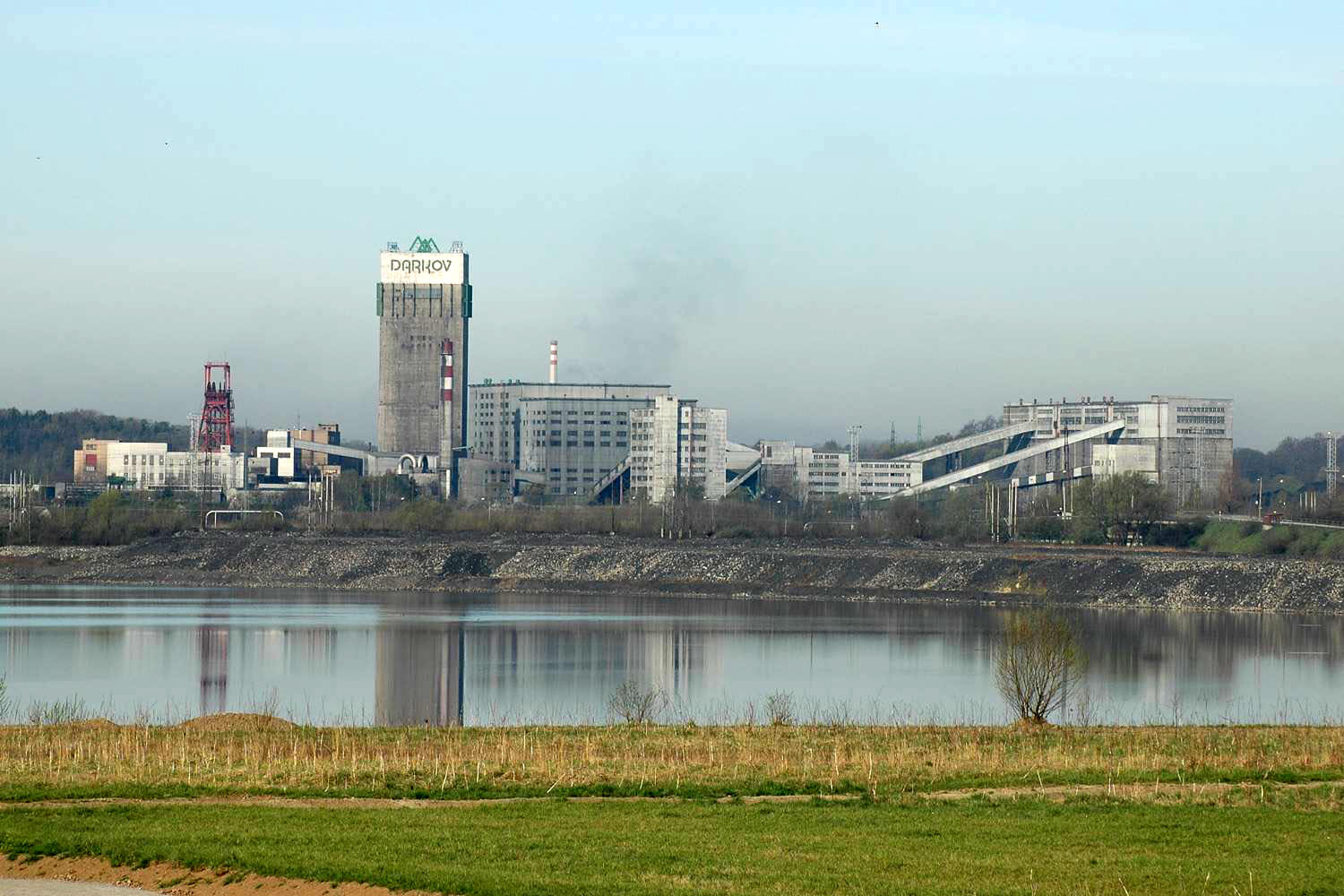
Шахтний комплекс Дарков в місті Карвіна

Місто Карвіна є одним із найважливіших центрів видобутку вугілля Остравсько-Карвінського кам'яновугільного басейну. Також розвиненими галузями промисловості є металообробка, виробництво коксу. В місті працює теплоелектростанція. Побудовано великий завод з виробництва велосипедів японської компанії «Shimano». В Карвіні високий, як для Чехії, рівень безробіття.

## Визначні пам'ятки

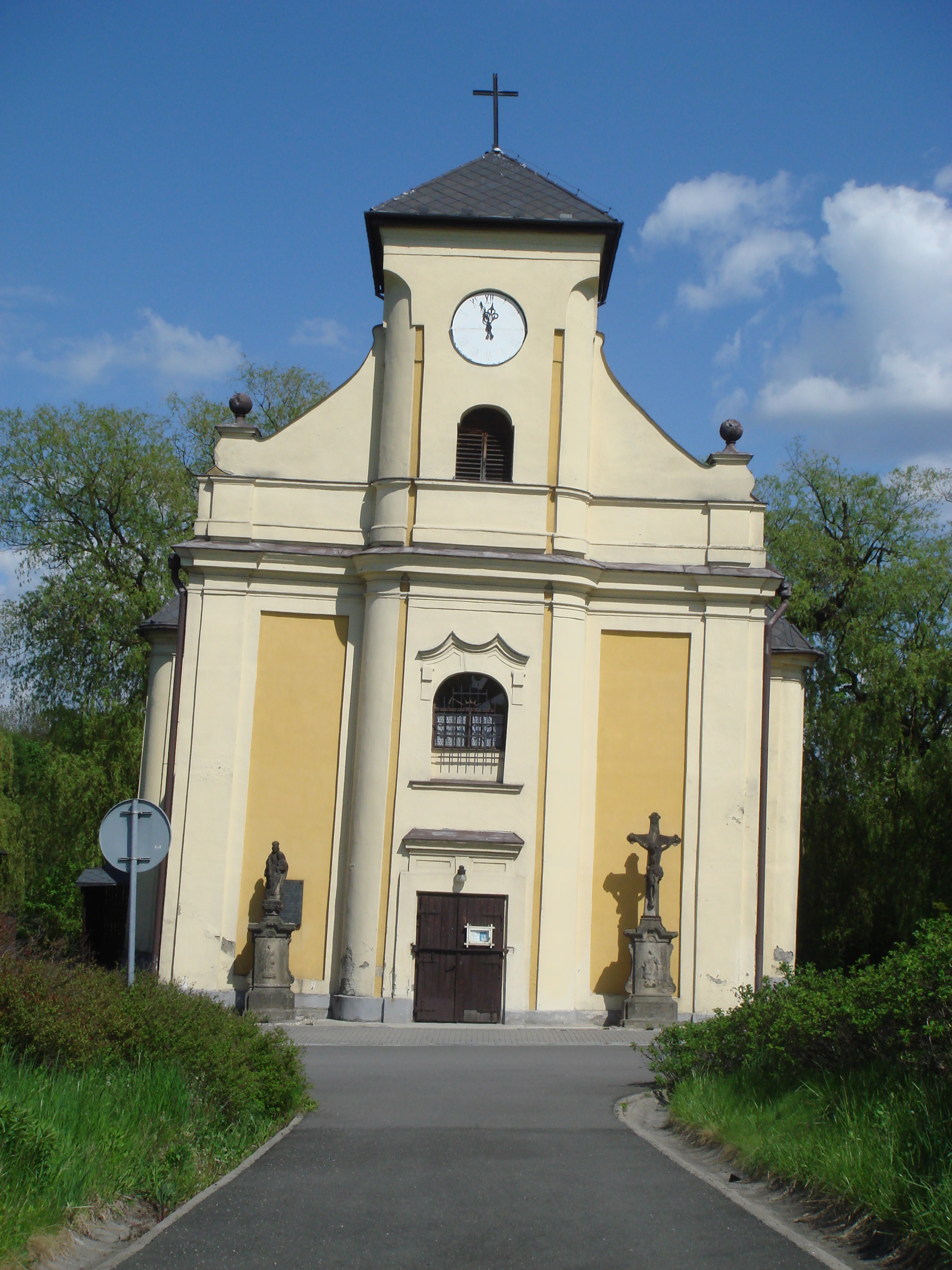
Костел Святого Петра

- Костел Хрестовоздвиження — готичний парафіяльний костел початку XIV століття.
- Ратуша — з вежею 16 століття з кам'яним гербом П'ястів.
- Костел Святого Марка — костел класичного стилю (XVII ст., побудований на місці первісної церкви 1569 року.
- Костел Святого Петра — костел готичного стилю. Має нахил близько 6,8° від вертикальної осі (1736).

## Видатні особистості
- Ян Баптиста Клечинський (нар. 14 червня 1756, Карвіна, — пом. 6 серпня 1828, Відень) — австрійський скрипаль і композитор польського походження.
- Густав Морцинек (нар. 25 серпня 1891, Карвіна — пом. 20 грудня 1963, Краків Польща) — польський письменник, професор, депутат Сейму ПНР (1952—1956)
- Дана Затопкова (Інгрова) (нар. 19 вересня 1922, Карвіна) — чехословацька легкоатлетка, списометальниця. Олімпійська чемпіонка 1952 року, дворазова чемпіонка Європи (1954, 1958).
- Вітєзслав Дюріш (нар. 5 січня 1954, Карвіна) — чехословацький хокеїст. Учасник хокейної збірної Чехословаччини на чемпіонаті світу (1979) і Олімпійських іграх (1980).
- Петер Возніце (нар. 7 листопада 1954, Карвіна) — чеський військовий і дипломат. У 2001—2005 роках — Надзвичайний і Повноважний Посол Чеської Республіки в Литві, у період між 2005—2009 роками — в Іраку. З 2009 року і по теперішній час — Надзвичайний і Повноважний Посол в Республіці Словенія.

## Міста-партнери
- Ястшембе-Здруй, Польща
- Явожно, Польща
- Рибник, Польща
- Водзіслав-Шльонський, Польща
- Мартін, Словаччина
- М'єрес (Астурія), Іспанія